# Grossophobie

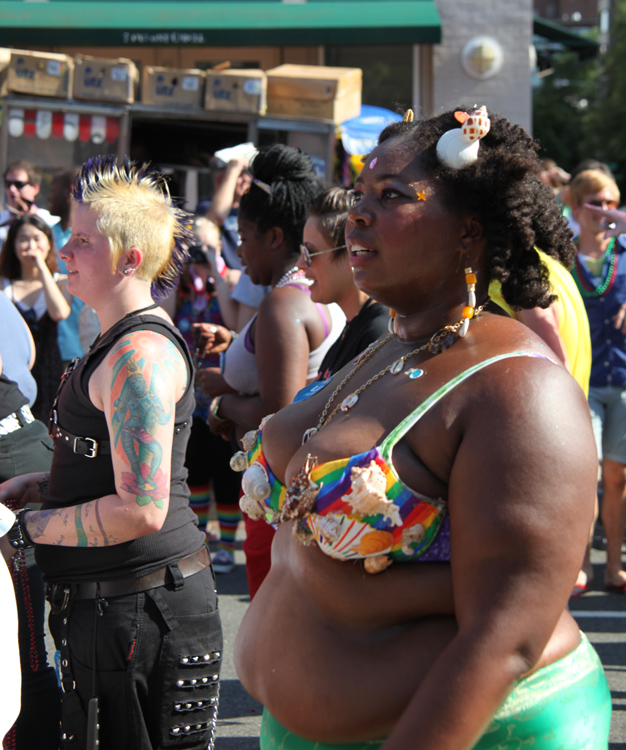
La grossophobie peut être subie en même temps que d'autres formes de discriminations : homophobie, racisme… ou de manière indépendante.

La grossophobie est l'ensemble des attitudes et des comportements hostiles qui stigmatisent et discriminent les personnes perçues comme grosses. Elle repose sur un ensemble de préjugés et de stéréotypes négatifs à l'égard des personnes en surpoids ou obèses, notamment en relation avec de supposées caractéristiques comportementales qui leur seraient attribuables ou dont elles seraient coupables. Le terme en lui-même est un néologisme apparu en français en 1994.
La grossophobie se traduit par des discriminations dans plusieurs domaines de la vie, comme l'accès à l'emploi, aux soins médicaux et à l'éducation, et affecte également les relations interpersonnelles par le biais de critiques verbales et d'agressions humiliantes. Cette attitude a des répercussions physiques et psychologiques délétères sur les personnes qui en sont victimes : risque de dépression plus élevé, moindre estime de soi, augmentation de la probabilité de développer des troubles du comportement alimentaire, défaillance du suivi médical. La souffrance occasionnée par la discrimination subie par un individu souffrant de surcharge pondérale peut être aggravée du fait de l'intersectionnalité, cette discrimination s'ajoutant alors à d'autres formes de discriminations comme le sexisme, le mépris de classe, l'homophobie ou encore le racisme.

## Étymologie
Le concept est tiré de celui de « fat phobia » en anglais, les termes anglais et français étant eux-mêmes construits en associant l’élément gros (ou fat en anglais) et le suffixe -phobie/-phobe (du grec φόβος / phóbos, « fuite, crainte, frayeur ») qui « exprime l'aversion instinctive, l'hostilité irraisonnée ou parfois l'absence d'affinité vis-à-vis de quelqu'un ou de quelque chose ».
Le terme est relevé pour la première fois en français en 1994, dans l'ouvrage Coup de gueule contre la grossophobie de l'actrice Anne Zamberlan, fondatrice de l'association Allegro Fortissimo,,. Un temps tombé dans l'oubli, il est à nouveau popularisé en France en 2017, à la suite de la parution de l'ouvrage On ne naît pas grosse de Gabrielle Deydier,. Les équivalents anglophones sont les termes « weightism » ou « weight stigma » concernant les discriminations et « fat shaming » pour les humiliations. Le terme de grossophobie ne figure pas dans les dictionnaires usuels en 2017, mais fait son entrée dans les dictionnaires Le Robert en 2019 et dans Le Petit Larousse dans son édition 2023.

## Description

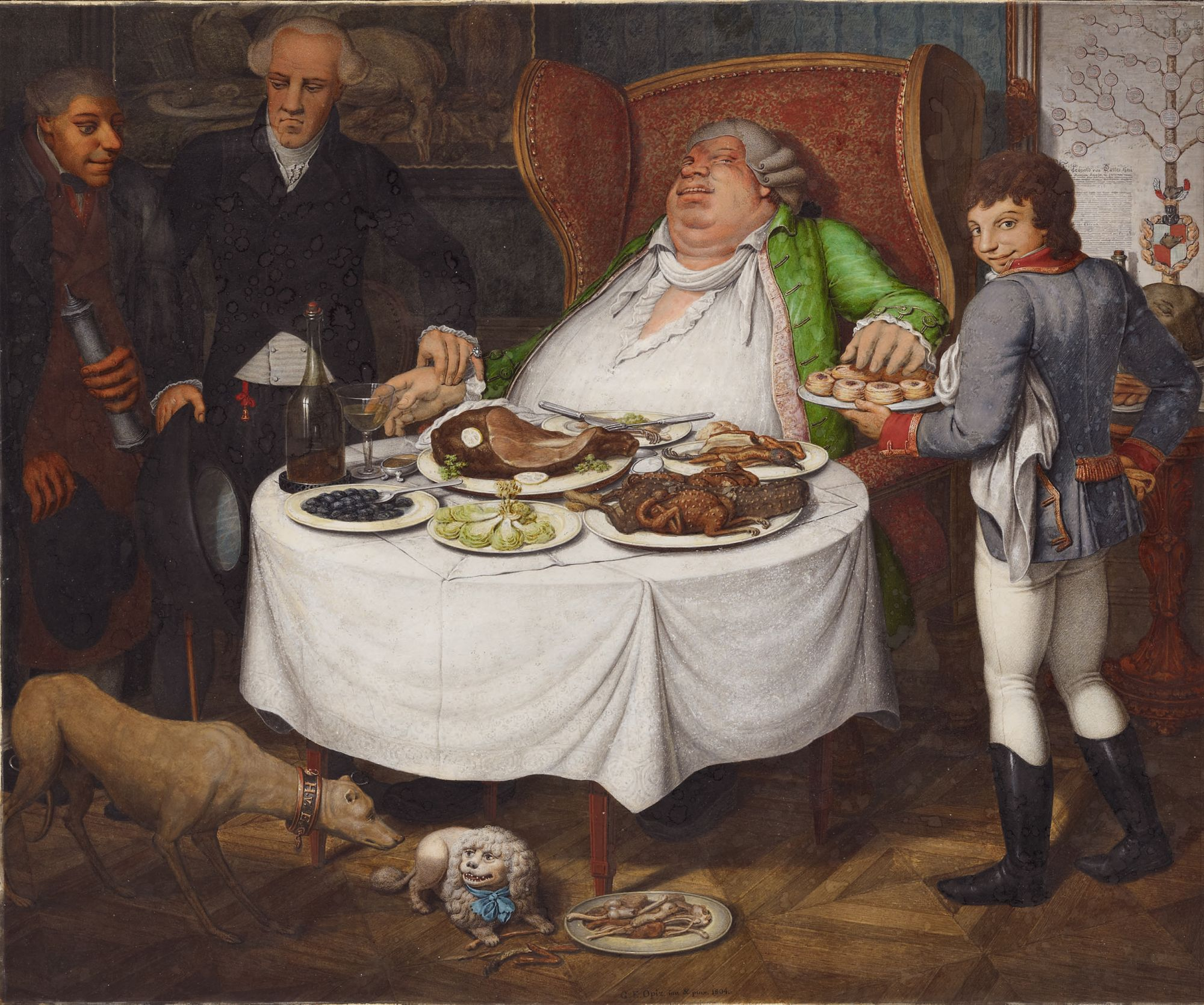
Les personnes grosses, en surpoids ou obèses, sont souvent perçues comme des personnes manquant de contrôle sur leur alimentation.
Le Glouton, Georg Emanuel Opiz, 1804.

La grossophobie désigne l'ensemble des comportements, discriminations et oppressions manifestés à l'encontre des personnes grosses (en surpoids ou obèses) dans différents aspects de la vie quotidienne. Ces aspects incluent notamment les relations interpersonnelles, l'emploi (entretiens d'embauche), les soins de santé, l'éducation ou la représentation dans les médias de masse.
Les personnes en situation d’obésité rencontrent des difficultés à se mouvoir dans l’espace public, qui n’est pas toujours adapté à leur corpulence. En termes d’accessibilité, l’espace public manque parfois d’aménagements spécifiques pour ces personnes.
Dans le cas des sièges d’avions, certaines compagnies aériennes contraignent les personnes en surpoids à prendre des dispositions particulieres comme la réservation de deux sieges, pouvant ammener à une double facturation. Ces cas créent chez les personnes obèses un sentiment de stigmatisation connu sous le vocable grossophobie.

### Origine
La discrimination des personnes grosses se fonde sur des stéréotypes et des préjugés négatifs communément partagés selon lesquels les personnes obèses seraient à la fois paresseuses, bêtes et moins brillantes, et feraient preuve d'un manque de volonté, et d'autodiscipline qui seraient à l'origine de leur poids. Pour Esther Rothblum, psychologue américaine et professeure experte en discrimination, les personnes en surpoids sont ainsi perçues comme manquant d’autocontrôle, alors que le poids dépend de l'interaction entre différents facteurs physiologiques, comportementaux, psychologiques, socioéconomiques et culturels. En partant de ces perceptions communes selon lesquelles les personnes obèses sont responsables de leur état, la stigmatisation et le blâme de ces personnes sont considérées comme justifiés ou acceptables par la collectivité, jugeant que cela serait de nature à les pousser à adopter un meilleur mode de vie. Ces stéréotypes négatifs qui affectent la perception des personnes obèses sont également partagés par plusieurs groupes sociaux : soignants (médecins et étudiants en médecine, infirmiers, psychologues), enseignants, employeurs…

### Manifestations
Les manifestations de grossophobie s'opèrent sur plusieurs plans. Elles peuvent s'exprimer à travers des remarques personnelles humiliantes concernant le poids d'une personne, de la part du cercle familial, amical, professionnel ou éducatif tout comme de la part d'inconnus,. Elles se manifestent également à travers des discriminations dans l'accès aux études et dans leur déroulement, dans le domaine de l'emploi, que ce soit lors de l'embauche ou dans le cadre de son activité professionnelle, dans l'accès au logement, de même que l'accès aux prêts bancaires ou à une prise en charge médicale.
Il s'agit d'une discrimination qui peut être subie en même temps que d'autres. Ainsi, ces personnes doivent généralement faire face à la grossophobie conjointement au sexisme, et à l'âgisme.

#### Relations interpersonnelles
Des remarques peuvent être émises par des proches, tout comme par des personnes inconnues ou anonymes dans la rue ou sur internet. Aux États-Unis, des études ont montré que 90 % des personnes grosses avaient subi des commentaires humiliants sur leur poids de la part de membres de leur famille, d'amis ou de collègues.
Une étude portant sur des femmes obèses a montré que ces dernières font fréquemment l'objet d'une stigmatisation de la part des membres de leur famille, de leurs amis et de leurs conjoint(e)s, par l'intermédiaire de plaisanteries basées sur leur poids, de l'emploi de surnoms y faisant référence ou de commentaires négatifs. Les femmes obèses sont également moins satisfaites par leurs relations familiales et amoureuses et ont moins d'amis que les femmes fines.
L'influence de l'obésité ou de la stigmatisation de celle-ci sur la vie sexuelle est peu étudiée. Cependant, une étude montre que les personnes obèses sont considérées comme moins désirables que des personnes présentant d'autres particularités (trouble mental, historique d'infections sexuellement transmissibles…), et les femmes obèses sont considérées comme moins attirantes sexuellement.

#### Éducation et études supérieures

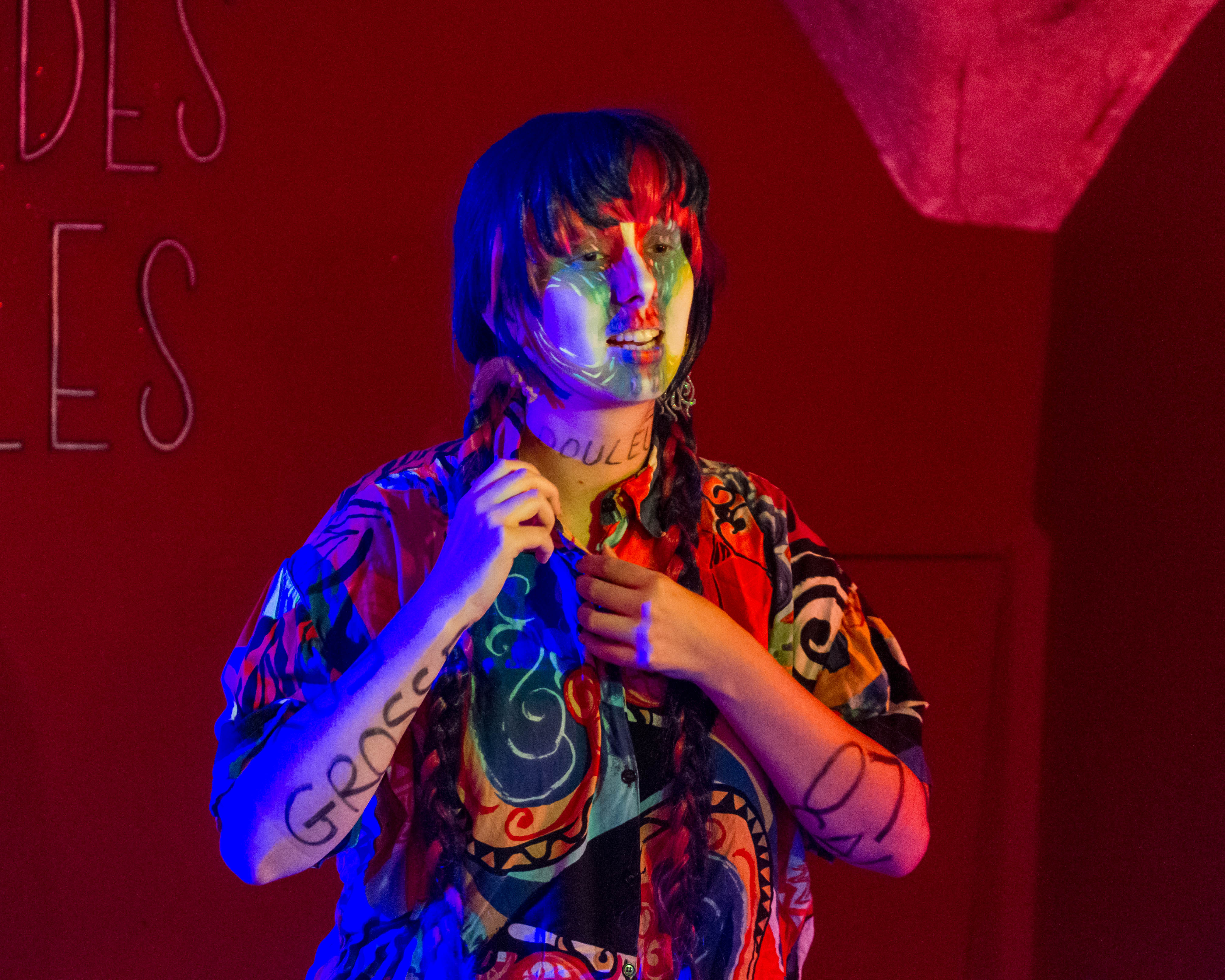
Drag show de Mafalda Vonderstu dans lequel elle représente le harcèlement grossophobe subi dans son enfance. Paris, 2023

Le domaine de l'éducation est moins étudié que d'autres, mais l'on sait que les personnes obèses font face à des discriminations à la fois de la part de leurs enseignants, de leurs pairs et de leurs parents dans le cadre de leur instruction.
En éducation physique et sportive, 32 % des femmes obèses ou en surpoids rapportent avoir été stigmatisées par un enseignant ou un professeur, dont 21 % plus d'une fois. Une autre étude montre que le fait de subir des remarques négatives de la part de professeurs peut mener des collégiens obèses à se sentir mal au point d'éviter ces cours. Le fait que des étudiants professeurs d'éducation physique aient davantage d'attitudes biaisées envers les personnes obèses que les autres étudiants professeurs de première année suggère que la formation des professeurs d'éducation physique peut contribuer à la formation d'attitudes négatives envers les personnes grosses.
Aux États-Unis, le taux d'accès à l'enseignement supérieur des personnes obèses est plus faible que la moyenne. Les personnes obèses ont à compétences et motivation égales moins de chance d'être acceptées par des universités sélectives aux États-Unis. Leur possibilité d'obtenir des lettres de recommandation de la part de professeurs est également négativement influencée par ce facteur.

#### Vie professionnelle
Les personnes obèses sont victimes de discrimination à l'embauche. Lors d'une recherche d'emploi, elles présentent deux fois moins de chance d'être recrutées, et ont 20 % de chance en moins d'être rappelées pour un entretien par rapport à une personne mince à compétences égales. Cette discrimination est accentuée chez les femmes : en France, les hommes obèses sont trois fois plus discriminés à l'embauche que des hommes à l'indice de masse corporelle (IMC) « normal », alors que les femmes obèses sont huit fois plus discriminées que les femmes à l'IMC « normal »,. Concernant le surpoids, les hommes n'en sont pas spécifiquement affectés à l'embauche, alors que les femmes en surpoids sont trois fois plus discriminées que les femmes à l'IMC « normal ». En France et dans le cadre d'un travail commercial, il a également été montré que les personnes obèses avaient trois fois moins de chance d'obtenir un entretien et obtenaient 24 % de réponses positives en moins pour un travail de télévendeur.
Dans le milieu professionnel, les personnes obèses ont davantage de difficulté à obtenir des promotions, sont souvent chargées de tâches moins importantes ou qui ne sont pas en contact avec la clientèle, et elles sont souvent traitées plus sévèrement. 17 % des personnes concernées ont été menacées d'être licenciées ou ont subi des pressions pour perdre du poids.
Ces discriminations à l'embauche sont confirmées par des études expérimentales, et la discrimination basée sur le poids pourrait être à l'origine du taux de chômage plus important chez les personnes obèses. Aux États-Unis, le niveau de revenu des personnes obèses est plus bas et leur accès à l'emploi est plus difficile.

#### Prise en charge médicale
L'accès aux soins est plus difficile pour les personnes en surpoids ou obèses.
Le matériel médical, comme les brassards des tensiomètres, les tables d'examen ou les lits d'hôpitaux, n'est pas toujours adapté à la corpulence des patients,,. Cela peut présenter des dangers immédiats, la compression du bras dû à un brassard de tensiomètre trop étroit augmente la tension, par exemple.
Les personnes grosses font face à des attitudes et des stéréotypes négatifs de la part du personnel soignant. Les professionnels de santé passent ainsi moins de temps avec les personnes obèses,, et manifestent des attitudes considérées comme négatives ou désapprobatrices. Le poids est souvent blâmé quel que soit le motif de consultation et alors que les médecins ont tendance à prescrire des examens précis aux patients de corpulence normale, ils recommandent avant tout aux personnes ayant une surcharge pondérale de perdre du poids. La grossophobie médicale peut ainsi être source d'erreur de diagnostic, et peut entraîner un renoncement aux soins de la part des personnes obèses ou en surpoids.

#### Médias
La représentation des personnes grosses est souvent biaisée dans les différents médias, comme la publicité ou le divertissement. Les personnes grosses, en surpoids ou obèses sont souvent représentées de manière moins positive que les personnes minces et font plus souvent l'objet de moqueries sur la base de leur poids, dont elles sont rendues responsables.

##### Divertissement
Les personnes en surpoids ou obèses sont sous-représentées par rapport aux personnes fines ou maigres, qui sont au contraire surreprésentées. Les personnes en surpoids ou obèses sont particulièrement représentés dans des rôles mineurs ou stéréotypés et elles sont souvent dépeintes par rapport à leur comportement alimentaire, et plus rarement dans des relations amoureuses, tout en faisant plus souvent l'objet de moqueries que les personnes fines. Plus un personnage féminin est gros, plus il fait l'objet de critiques de la part des personnages masculins, et plus un personnage principal masculin est gros, plus il fait référence de manière négative à son propre poids. De même, les personnages gros internalisent la grossophobie en s'engageant eux-mêmes dans des comportements qui les stigmatisent eux-mêmes.
Le contenu à destination des enfants est aussi marqué par le traitement réservé aux personnages gros. Ainsi, ces personnages sont souvent décrits comme malfaisants, peu attirants, inamicaux et cruels tandis que les personnages de corpulence normale sont représentés comme des gens sociables, gentils, heureux et ayant du succès. Dans un certain nombre de dessins animés, le « méchant » est ainsi quelqu'un de gros. Les personnages gros ne sont jamais l'objet d'une relation amoureuse avec des personnes non grosses, sont souvent malaimés tandis que les enfants obèses sont plus souvent dépeints comme sans amis ou peu attirants.
Le téléfilm Moi, grosse, qui est censé dénoncer la grossophobie, a fait l'objet de plusieurs polémiques. Par exemple, le personnage principal, une personne grosse, a été joué par Juliette Katz portant un fatsuit, une combinaison permettant de paraître gros. Une autre polémique concerne le fait que le téléfilm véhicule des clichés sur les personnes grosses, notamment qu'elles passent leur temps à s'empiffrer sur leur canapé.

##### Presse féminine
Selon Gabrielle Deydier, la presse féminine contribue à perpétuer les clichés, notamment en montrant majoritairement des femmes particulièrement minces.
Le média féminin Ma grande taille dénonce la grossophobie en défendant le mouvement body positive et en mettant en avant des mannequins dits "grande taille".

##### Publicité et nouveaux médias
Dans les nouveaux médias, l'obésité est principalement décrite comme la conséquence d'un comportement individuel, dont l'individu obèse est le principal responsable. Cette dimension individuelle est ainsi surreprésentée au détriment des autres dimensions à l'origine de la maladie, comme les causes environnementales, culturelles ou biologiques. La publicité entretient la croyance selon laquelle le fait de perdre du poids n'est qu'une question d'effort personnel et rend plus heureux. Une étude portant sur des journaux papier suédois montrent que les personnes en surpoids et obèses sont souvent décrites par des qualificatifs négatifs.

## Conséquences de la grossophobie

### Inefficacité de la stigmatisation des personnes en surpoids

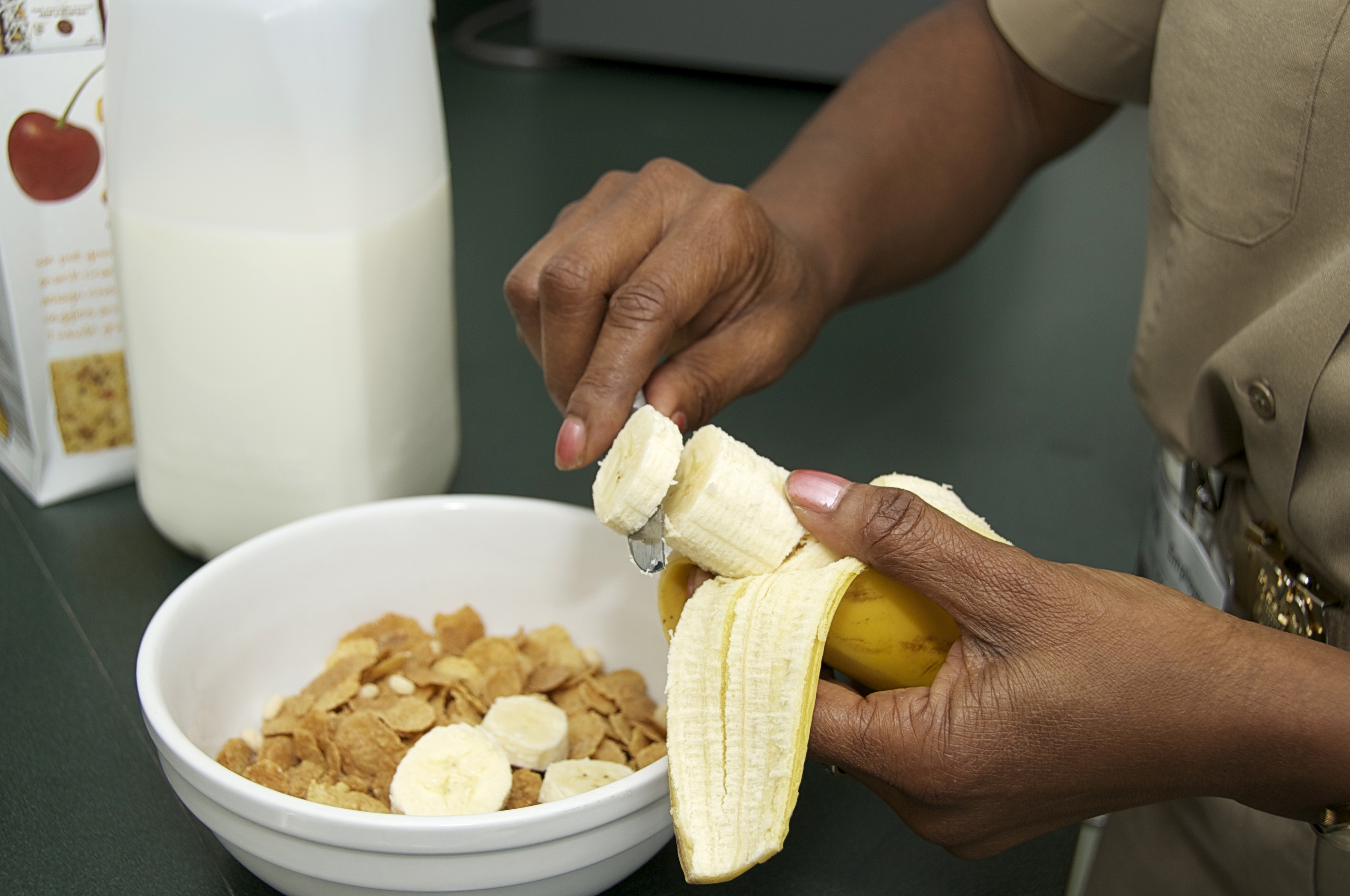
La pression sociale exercée sur les personnes grosses en raison de leur poids n'encourage généralement pas l'adoption de meilleurs comportements alimentaires, mais a justement l'effet inverse, renforçant ainsi le risque de prise de poids supplémentaire.

Il est démontré que la stigmatisation des personnes grosses, au lieu d'avoir un effet bénéfique sur leur mode de vie et d'encourager la perte de poids, peut renforcer les habitudes de vie qui ne sont pas saines,,. Elle peut augmenter ainsi la probabilité de s'engager dans des comportements alimentaires qui peuvent s'avérer délétères (syndrome d'hyperphagie compulsive, troubles alimentaires, consommation plus élevée de nourriture…), et diminue celle de s'investir dans une activité physique, contribuant davantage à augmenter le risque d'obésité,.

### Répercussions physiques et psychologiques délétères
Aux conséquences directes sur la santé de l'obésité et du surpoids s'ajoutent celles liées à la pression sociale de la grossophobie et à son internalisation.
La grossophobie a des répercussions à la fois psychologiques et physiques sur les personnes touchées. Elle engendre un stress, qui peut être chronique, augmente les risques de dépression et de troubles de l'humeur et de troubles anxieux, contribue à la baisse d'estime personnelle et à une plus importante insatisfaction ressentie à l'égard de son corps. De la part des soignants, elle peut décourager la prise en charge médicale,, ou en dégrader la qualité, allant jusqu'à décourager les personnes obèses de participer aux mesures de prévention de cancers par exemple.
Les effets psychologiques liés à la grossophobie peuvent entraîner la modification de certains mécanismes physiologiques associés à l'alimentation. Ainsi, cela peut détériorer le mécanisme de satiété, augmenter l'appétit, la quantité d'aliments consommée et le stockage des graisses.

### Répercussions sociales
Les discriminations liées à l'emploi pourrait contribuer à la plus grande précarisation des personnes obèses et à leur taux de chômage plus important.
Ce phénomène accompagne la personne en situation d'obésité tout au long de sa vie personnelle et professionnelle. La grossophobie du quotidien peut se traduire notamment par des réflexions faites à une personne obèse sur ses achats de nourriture au supermarché, ses choix de plats au restaurant. Par ailleurs, les personnes en surpoids peuvent être victimes d’insultes en raison de leur corpulence.
Au travail, la grossophobie est liée à la discrimination à l’embauche et à la difficulté d’intégration sociale au sein de l’entité dans le cas où la personne en situation d'obésité trouve un travail. Le travail qu’on lui confère peut être lui-même un signe de discrimination. Ainsi, une personne en état d’obésité peut être privée de plusieurs opportunités professionnelles que ses compétences intellectuelles et personnelles lui permettraient. Toutefois, pour certains employeurs, son apparence peut constituer un obstacle à l’occupation de certains postes nécessitant un contact avec la clientèle.

## Lutte contre la grossophobie

### Historique
La lutte contre la grossophobie débute dans les années 1960 et 1970 aux États-Unis. Un « fat-in » (de sit-in et « fat », gros) a lieu à New York en 1967 et la National Association to Advance Fat Acceptance (NAAFA) est fondée en 1969.
En France, l'association Allegro Fortissimo, fondée en 1989, a pour objectif de lutter contre les discriminations subies par les personnes de forte corpulence.

### Espagne
L'une des personnalités les plus médiatiques dans la lutte contre la grossophobie en Espagne est la comédienne catalane Itziar Castro (1977-2023). Son décès brutal en décembre 2023 à Lloret de Mar, sur la Costa Brava, donne lieu a un hommage populaire.

### États-Unis
Selon Puhl et Heuer, en 2010, aucune législation n'existe au niveau fédéral aux États-Unis pour protéger les personnes de la discrimination basée sur le poids malgré l'ampleur de la littérature existante documentant les conséquences négatives de la grossophobie. Seul l'État du Michigan a statué, tandis que le district de Columbia et les villes de San Francisco et Santa Cruz ont incorporé la taille (« body size ») dans leurs human rights ordinances (lois locales de protection contre les discriminations).
En 2005, un rapport de l'Institute of Medicine reconnaît l'importance de considérer la discrimination basée sur le poids, notamment chez les jeunes, et de promouvoir la santé plus que l'apparence physique. La Society for Nutritional Education recommande que les programmes scolaires de prévention promeuvent la tolérance envers le poids.
Le Council on Size and Weight Discrimination est une organisation non lucrative fondée en 1990, destinée à mettre fin aux discriminations basées sur le poids et qui aide les personnes touchées par ce phénomène par exemple dans le cadre de leur suivi médical ou de leur travail. L'International Size Acceptance Organization est une organisation non gouvernementale américaine dont le but est de sensibiliser à la question du surpoids et de l'obésité.

### France
En France, la distinction opérée sur la base de l'apparence physique est considérée comme une discrimination en vertu de l’article 225-1 du code pénal. Ce type de discrimination est cependant très difficile à prouver.
Le mouvement contre la grossophobie s'organise principalement sur les réseaux sociaux ainsi que sur des sites sur lesquels les personnes peuvent s'exprimer. Plusieurs associations sont engagées dans la lutte contre la grossophobie, dont Allegro Fortissimo, le collectif Gras Politique de la blogueuse féministe Daria Marx.

#### Jurisprudence
Le tribunal de grande instance de Bobigny a donné raison à un passager d'environ 160 kg qui s'était vu refuser l'embarquement dans un avion et forcer d'acheter un second billet pour pouvoir voyager. La compagnie de vol a été condamnée à payer une amende de 8 000 euros.

#### Articles et travaux de recherche
- [Alberga et al 2016] (en) Angela S. Alberga, Shelly Russell-Mayhew, Kristin M. von Ranson et Lindsay McLaren, « Weight bias: a call to action », Journal of Eating Disorders, vol. 4, no 34,‎ 2016 (DOI 10.1186/s40337-016-0112-4, lire en ligne [PDF])
- [Puhl et Heuer 2009] (en) Rebecca M. Pulh et Chelsea A. Heuer, « The Stigma of Obesity: A review and update », Obesity, vol. 17, no 5,‎ mai 2009, p. 941-964 (DOI 10.1038/oby.2008.636)
- [Puhl et Heuer 2010] (en) Rebecca M. Puhl et Chelsea A. Heuer, « Obesity Stigma: Important Considerations for Public Health », American Journal of Public Health, vol. 100, no 6,‎ juin 2010 (DOI 10.2105/ajph.2009.159491, présentation en ligne)
- [Jabbour 2013] Rhéa Jabbour, La discrimination à raison de l’apparence physique (lookisme) en droit du travail français et américain. Approche comparatiste, Université Panthéon-Sorbonne, 2013 (www.theses.fr/2013PA010310.pdf [PDF])
- Solenn Carof, « Les représentations sociales du corps "gros. Un enjeu conflictuel entre soignants et soignés », Anthropologie et Santé, no 14,‎ 15 mai 2017 (ISSN 2111-5028, DOI 10.4000/anthropologiesante.2396, lire en ligne, consulté le 29 juin 2018)

#### Ouvrages
- Daria Marx, Dix questions sur la grossophobie, Libertalia, 128 p., 2024.
- Solenn Carof, Grossophobie. Sociologie d'une discrimination invisible, Maison des Sciences de l'Homme, coll. « Interventions », 2021, 240 p. (ISBN 9782735127467)
- Daria Marx et Eva Perez-Bello, « Gros » n'est pas un gros mot : Chroniques d'une discrimination ordinaire, J'ai Lu, coll. « Librio », 2018, 121 p. (ISBN 978-2-290-10178-0)
- Edith Bernier, Grosse, et puis ? : Connaître et combattre la grossophobie, Trécarré, 2020, 256 p. (ISBN 978-2-895-68804-4)
- Edith Bernier, Grandir sans grossophobie : Favoriser une image corporelle saine chez nos enfants, Trécarré, 2023, 158 p. (ISBN 978-2-895-68832-7)
- Gabrielle Deydier, On ne naît pas grosse, Goutte d'Or, 2017, 150 p. (ISBN 979-1-096-90602-4)

#### Littérature
- Le Martyre de l'obèse, Henri Béraud, 1922